# Schmutzki
Schmutzki ist eine Stuttgarter Punkrock-/Indie-Rock-Band.

## Geschichte
Die drei aus der Konstanzer Umgebung stammenden Bandmitglieder gründeten 2011 in Stuttgart die Band Schmutzki, die nach dem Nachnamen des Sängers bzw. Gitarristen Beat Schmutz benannt ist. 2012 gewannen sie den vom Popbüro Stuttgart ausgerichteten Bandförderpreis „Play Live“, bei dem sie einen Auftritt beim Southside im Jahre 2013 gewannen. Nach Verhandlungen mit Four Music/Sony und Warner unterschrieben Schmutzki 2014 bei Four Music als Plattenfirma und bei der Bookingagentur KKT. 2014 erschien die EP Mob. Im Herbst 2014 folgten Tourneen als Vorband von den Beatsteaks und WIZO, im Frühling 2015 fand die erste eigene Headliner-Tour durch Deutschland, Österreich und die Schweiz statt. Am 22. August 2015 spielten Schmutzki neben Bad Religion und Kraftklub vor mehr als 70.000 Zuschauern als Vorband für Die Toten Hosen auf der Festwiese in Leipzig.

## Stil

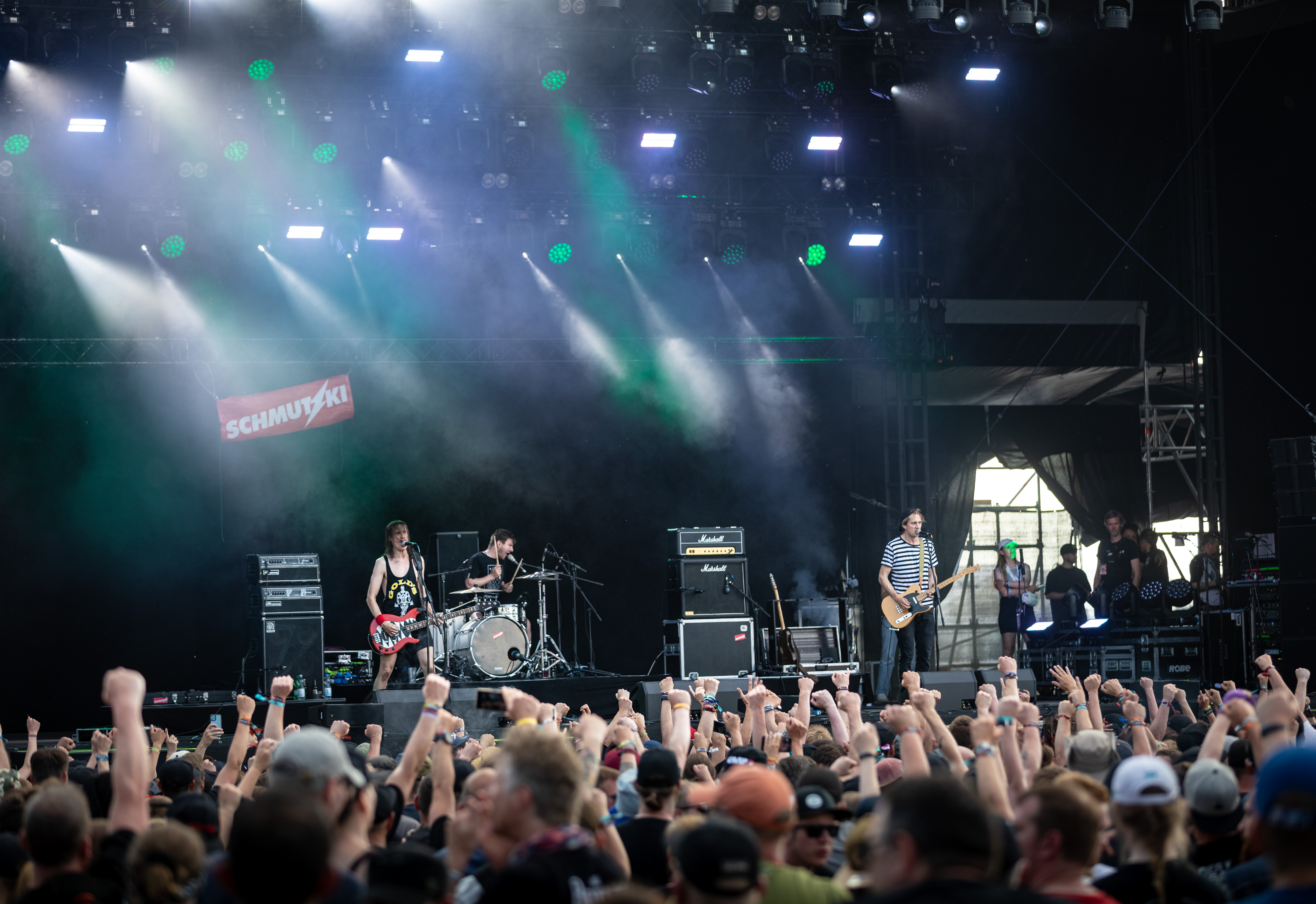
Schmutzki live @Rock am Ring 2022

Visions beschreibt Schmutzki in der Rezension zum Album Bäm mit „Große Schnauze, Gitarrenriffs zwischen Kraftklub'schem Postpunk und punkigem Indierock und Texte, deren Dringlichkeit vor Sendungsbewusstsein geht.“ Laut.de schreibt zum selben Album „Mit ‘positive Brutality’, zackigen Rhythmen, fies verzerrter Gitarre und noch fieser verzerrtem Bass legen uns Schmutzki eine Palette kurzweiliger Songs vor.“

## Bandmitglieder

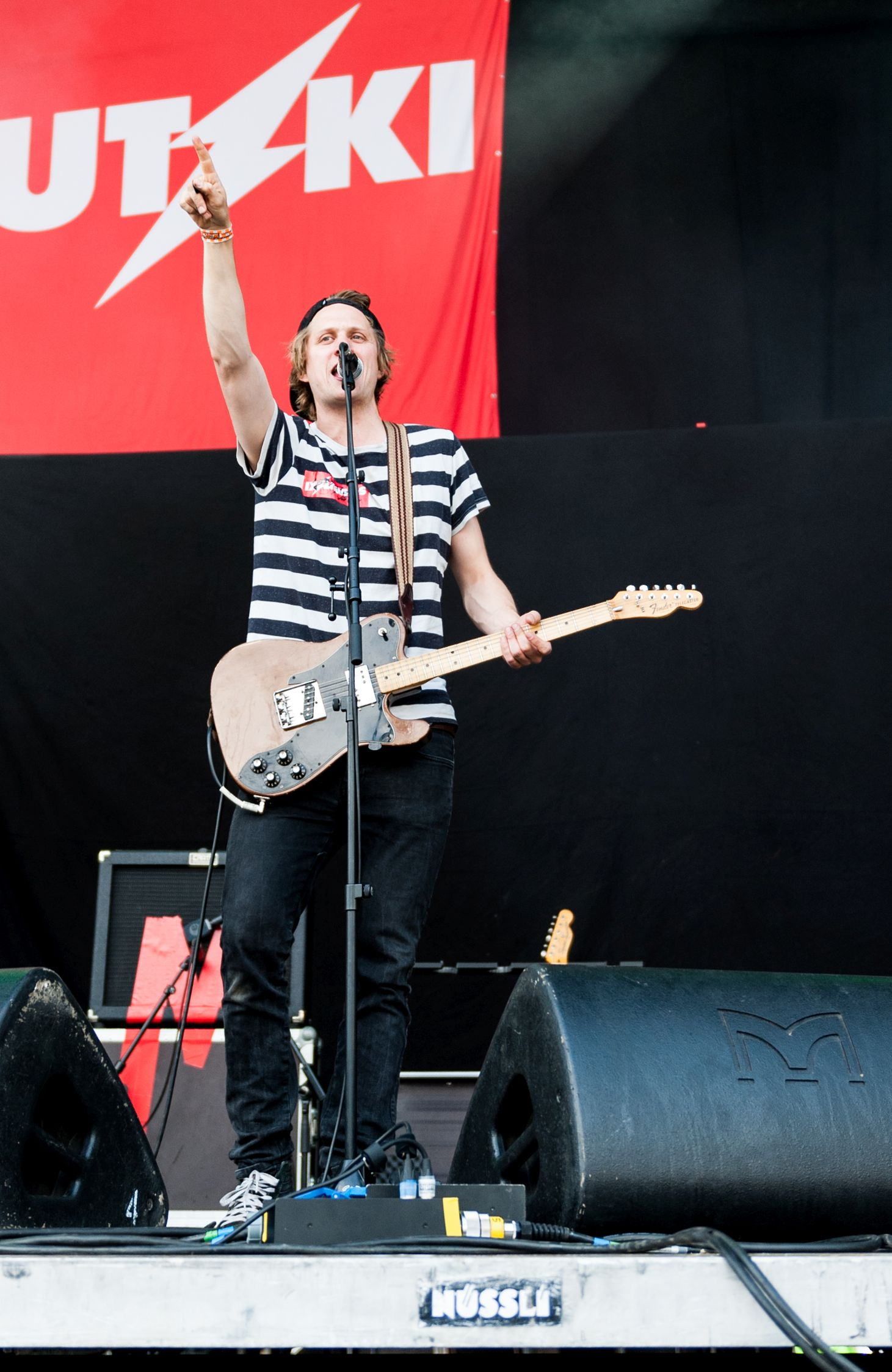
Beat Schmutz
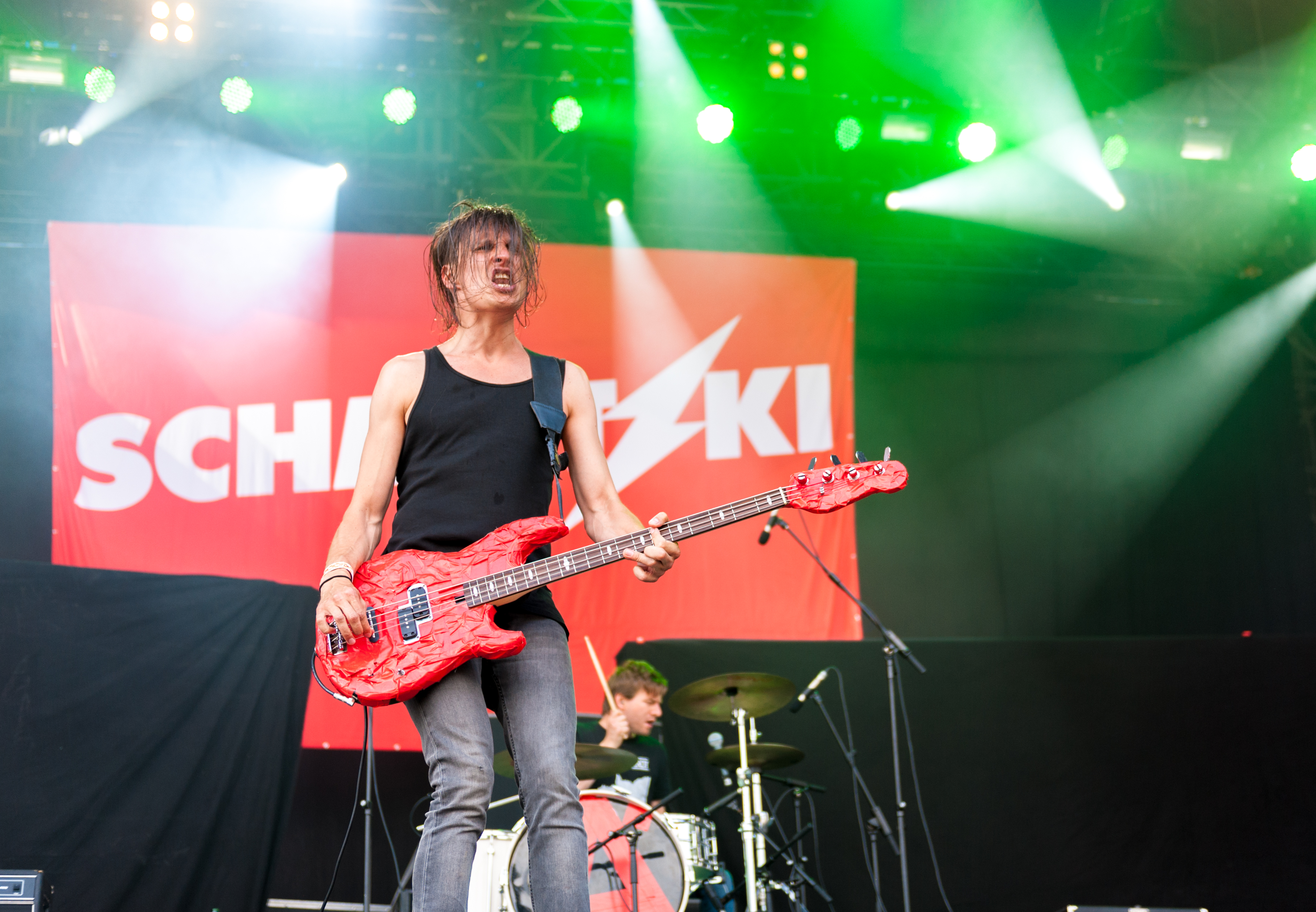
Dany Horowitz
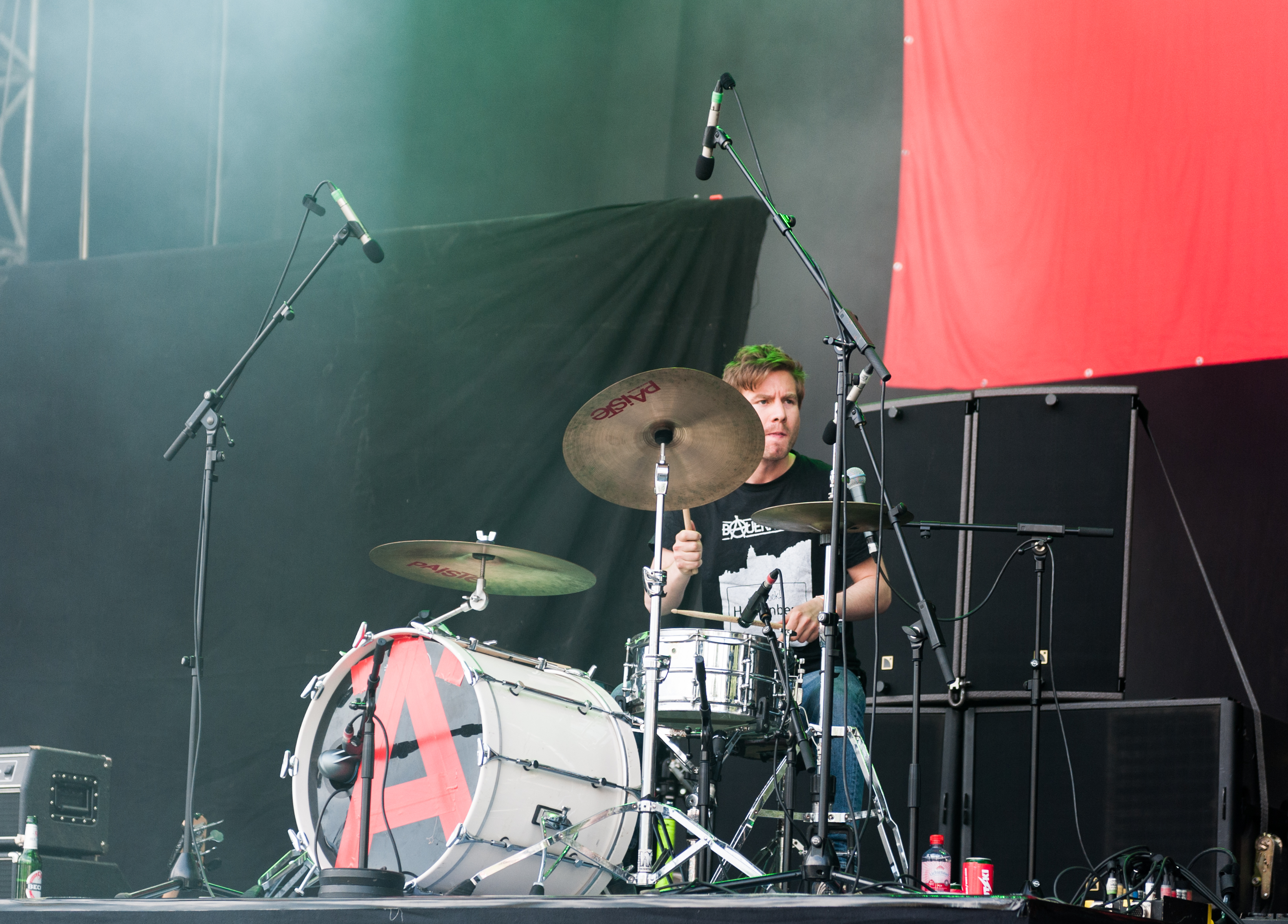
Flo Hagmüller

## Diskografie

### Alben
| Jahr | Titel Musiklabel                       | Höchstplatzierung, Gesamtwochen, AuszeichnungChartplatzierungen (Jahr, Titel, Musiklabel, Platzierungen, Wochen, Auszeichnungen, Anmerkungen) | Höchstplatzierung, Gesamtwochen, AuszeichnungChartplatzierungen (Jahr, Titel, Musiklabel, Platzierungen, Wochen, Auszeichnungen, Anmerkungen) | Anmerkungen                              |
| Jahr | Titel Musiklabel                       | DE | CH | Anmerkungen                              |
| ---- | -------------------------------------- | --- | --- | ---------------------------------------- |
| 2015 | Bäm Four Music                         | — | — | Erstveröffentlichung: 2. Juni 2015       |
| 2016 | Spackos Forever Four Music             | DE27 (1 Wo.)DE | CH73 (1 Wo.)CH | Erstveröffentlichung: 5. August 2016     |
| 2018 | Mehr Rotz als Verstand Bäm Records     | DE79 (1 Wo.)DE | — | Erstveröffentlichung: 14. September 2018 |
| 2023 | Schmutz de la Schmutz Bäm Records      | DE18 (1 Wo.)DE | — | Erstveröffentlichung: 10. November 2023  |
| 2024 | Bodensee Calling Bäm Records           | — | — | Erstveröffentlichung: 16. August 2024    |
| 2025 | Rausch Against the Machine Bäm Records | DE76 (1 Wo.)DE | — | Erstveröffentlichung: 14. Februar 2025   |

### Sonstige
- 2013: Backstage (EP)
- 2014: Mob (EP)
- 2015: Wir wollen Wulle (Single)
- 2019: Crazy (EP)

### Musikvideos
- 2011: Disko Diktatur
- 2011: Egal
- 2012: Immer weiter
- 2013: Backstage
- 2013: Hey du
- 2013: Erinner dich mal 2013
- 2014: Wir wollen Wulle
- 2014: Krass gut
- 2015: Meine Party
- 2015: BÄM
- 2015: Rodeo
- 2015: Erinner dich mal 2015
- 2016: Zeltplatz Baby
- 2016: Hey Haters
- 2016: Spackos Forever
- 2016: Sauflied
- 2018:  Zu Jung
- 2018: Beste Bar der Stadt
- 2018: Sturmfrei
- 2018: Mehr Rotz als Verstand
- 2019: Explodiern
- 2019: Crazy
- 2020: Rockolymp
- 2022: Vom Lockdown ins Moshpit